# 降矢敬義
降矢 敬義（ふるや けいぎ、1920年10月25日 - 没年不明）は、日本の官僚、政治家。自治事務次官を経て、自由民主党参議院議員（2期）。

## 来歴・人物
山形県山形市出身。山形県立山形中学校、旧制山形高等学校を経て、1942年に東京帝国大学法学部を卒業。高等文官試験に合格し内務省に入省（地方局配属）。しかし、翌年に応召され、1947年の復員までシベリアに抑留された。1950年に静岡県商工課長。
その後、自治庁行政課長、自治大臣官房参事官、自治省選挙局長、同税務局長、自治大学校長等を歴任。1970年に消防庁長官、1973年に自治事務次官を最後に退官。安孫子藤吉山形県知事が国政に転じるにあたって、その後継として一時、擬せられた。
1977年の参議院選挙で山形選挙区から自由民主党公認で出馬、ともに新人の日本社会党公認の佐藤誼を1万票あまりの差で破り、初当選。以後当選2回。以来、参議院文教委員長、商工委員長を務める。
1989年4月の消費税導入直後、宇野宗佑首相のスキャンダル、土井たか子に代表されるマドンナブームで、自民党に逆風が吹く中で行なわれた参議院選挙に落選。
1993年2月の山形県知事選挙に立候補するが、落選。
奥羽鉄鋼代表取締役で俳誌「ホトトギス」同人、第18回斎藤茂吉文化賞受賞者である降矢東郊（与助）は父にあたる。